# Naasson

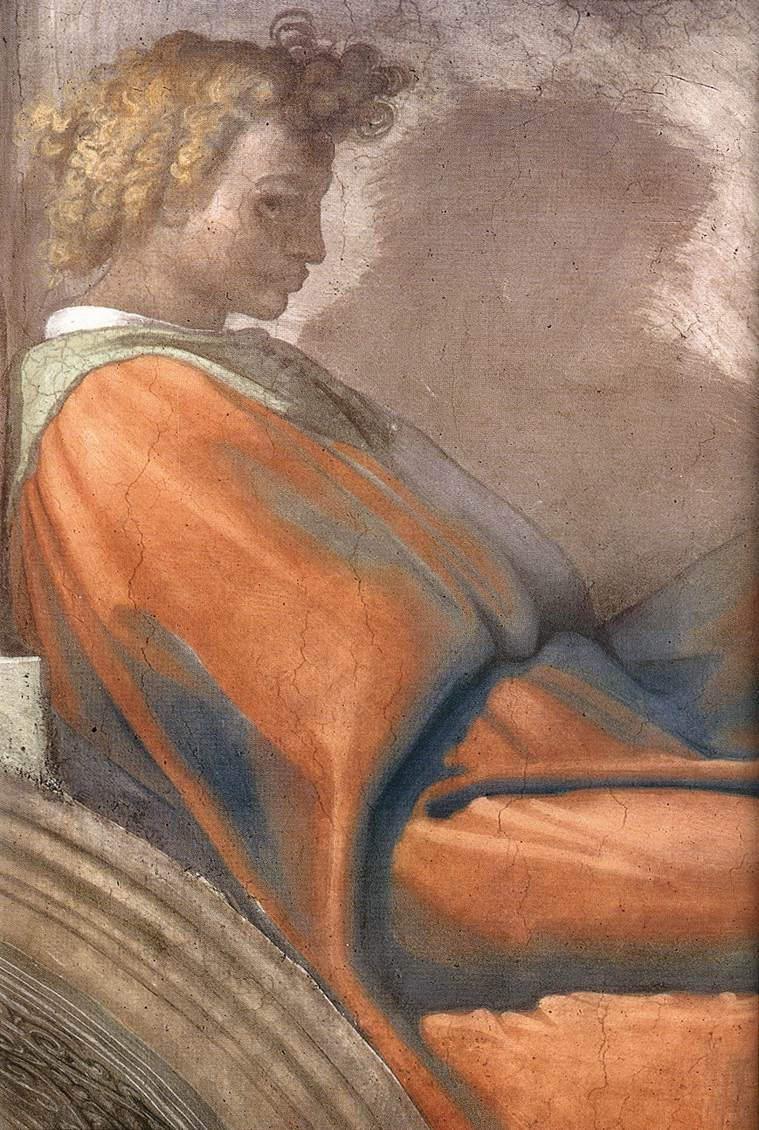
Dettaglio

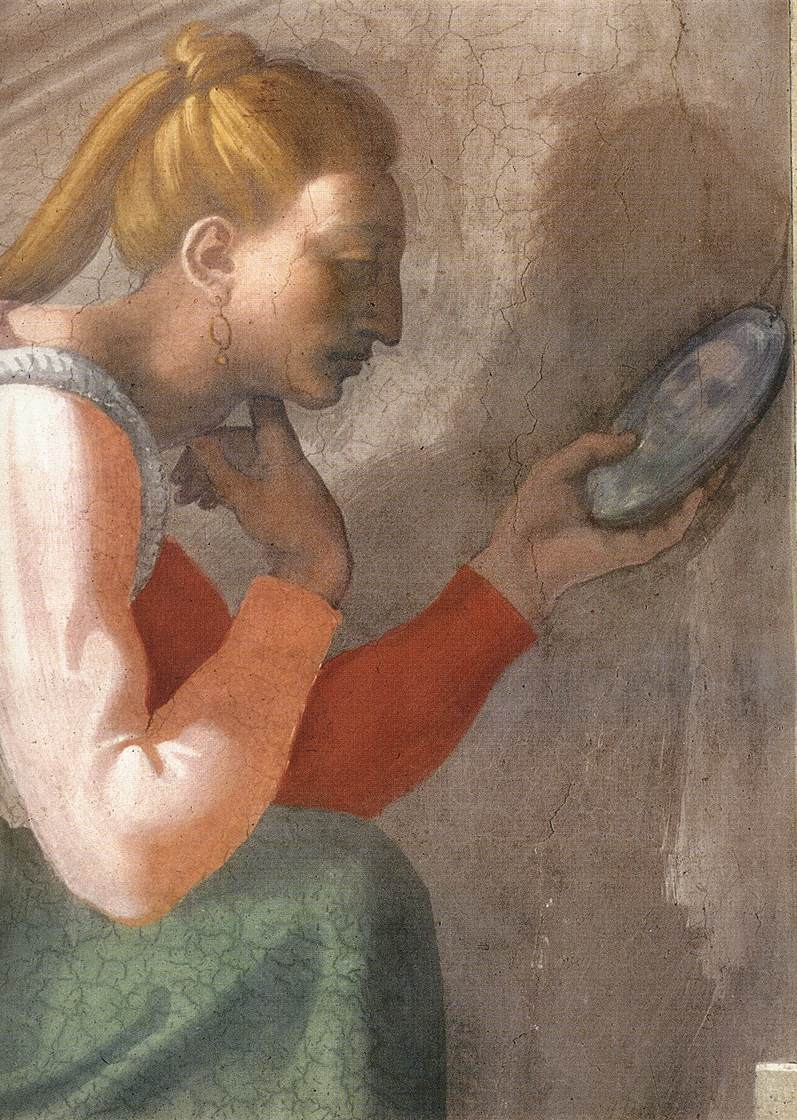
Dettaglio

La lunetta di Naasson venne affrescata da Michelangelo Buonarroti nel 1511-1512 circa e fa parte della decorazione delle pareti della Cappella Sistina nei Musei Vaticani a Roma. Venne realizzata nell'ambito dei lavori alla decorazione della volta, commissionata da Giulio II.

## Storia
Le lunette, che contengono la serie degli Antenati di Cristo, furono realizzate, come il resto degli affreschi della volta, in due fasi, a partire dalla parete di fondo, opposta all'altare. Gli ultimi episodi da un punto di vista cronologico delle storie narrate furono quindi le prime a venire dipinte. Nell'estate del 1511 doveva essere terminata la prima metà della Cappella, richiedendo lo smontaggio del ponteggio e la sua ricostruzione nell'altra metà. La seconda fase, avviata nell'ottobre 1511, terminò un anno dopo, appena in tempo per la scopertura del lavoro la vigilia di Ognissanti del 1512.
Tra le parti più annerite della decorazione della cappella, le lunette furono restaurate con risultati stupefacenti entro il 1986.
La lunetta di Naasson fu probabilmente la tredicesima (su sedici) a essere dipinta, la quinta dopo il rimontaggio dell'impalcatura lignea e penultima tra quelle ancora oggi conservate (le ultime due sulla parete dell'altare vennero infatti distrutte per far posto al Giudizio Universale).

## Descrizione e stile
Le lunette seguono la genealogia di Cristo del Vangelo di Matteo. Naasson e sua moglie si trovano nella prima lunetta della parete sinistra a partire dall'altare; si trova sopra il pennacchio della Punizione di Aman. 
Essa è organizzata con due figure su ciascuna metà, intervallato dal tabellone con i nomi dei protagonisti scritto in capitali romane: "NAASON". Nelle lunette della seconda parte la targa ha una forma semplificata, per l'incalzare del papa che voleva una rapida conclusione dei lavori. Anche il colore di fondo di queste scene è diverso, più chiaro, con figure più grandi e un'esecuzione più rapida e sciolta. L'ingrandirsi delle proporzioni è un accorgimento ottico, studiato per chi procedeva nella cappella dalla porta verso l'altare (come nelle solenni processioni), che amplifica illusionisticamente la grandezza dello spazio. 
Per la prima volta le due figure sono orientate verso la medesima direzione, venendo meno alla simmetria compositiva: tale orientamento si trovava anche nelle lunette perdute di Abramo, Isacco, Giacobbe, Giuda e Fares, Esrom e Aram. Naasson è il ovviamente il personaggio maschile, sulla destra, ritratto semisdraiato con le spalle appoggiate al bordo della targa e la gamba destra distesa e appoggiata su un gradino ligneo alla base di un leggio che si trova davanti a lui; l'altra gamba è ripiegata ed è tutto avvolto in un mantello rosso con cappuccio verde, dal quale si intravedono il colletto della camicia bianco e uno stivale giallo. L'attitudine disinvolta si accorda al viso adolescenziale, incorniciato da riccioli biondi, leggermente imbronciato e che sembra essere interessato alla donna dietro di lui senza avere però voglia di girarsi. 
A sinistra la donna è raffigurata in piedi, con un piede sul gradino in pietra nell'atto di contemplarsi in uno specchio ovale che tiene in mano, con un gomito appoggiato sul ginocchio sollevato e l'altra mano che sembra accarezzare il viso come per incorniciarlo con compiacenza. Schiena e capo sono inclinati in avanti, assecondando la curva della lunetta. Abbigliamento e acconciatura sono molto curati: i lunghi capelli biondi sono raccolti in una crocchia da cui esce una lunga coda; indossa orecchini a pendente e un'elaborata veste verde con bordi di pelliccetta bianca legati da borchie dorate e con una fascia gialla come cintura; la camicia è rosa, con ombre rosa-arancione, i piedi nudi. Il profilo del volto è nitido e accordato a delicati trapassi luminosi, con un'illuminazione che viene da dietro. Forse la posa si ispirò a un rilievo antico di Melpomene, noto da sarcofagi romani (tra cui uno al Louvre, anche se noto solo dal XVIII secolo). Esistono due schizzi della posizione sul "Codice di Oxford" e una, come nudo virile, in un foglio a Casa Buonarroti.